# Nuoto pinnato in piscina ai I Giochi del Mediterraneo sulla spiaggia
Le gare di nuoto pinnato in piscina ai I Giochi del Mediterraneo sulla spiaggia si disputarono dal 1° al 3 settembre 2015, presso le Piscine Le Naiadi di Pescara, in Italia.

## Podi

### Uomini
| Evento                | Oro                                                                     | Tempo   | Argento                                                                                      | Tempo   | Bronzo                                                          | Tempo   |
| --------------------- | ----------------------------------------------------------------------- | ------- | -------------------------------------------------------------------------------------------- | ------- | --------------------------------------------------------------- | ------- |
| Individuale           |                                                                         |         |                                                                                              |         |                                                                 |         |
| 50 m AP (dettagli)    | Alexandere Noir                                                         | 14"85   | Cesare Fumarola                                                                              | 14"93   | Loukas Karetzopoulos                                            | 15"06   |
| 50 m BF (dettagli)    | Andrea Pegoraro                                                         | 19"87   | Michele Russo                                                                                | 20"11   | Mohamed Elmozayen                                               | 20"48   |
| 100 m SF (dettagli)   | Alexandere Noir                                                         | 35"30   | Cesare Fumarola                                                                              | 35"71   | Loukas Karetzopoulos                                            | 35"98   |
| 100 m BF (dettagli)   | Andrea Pegoraro                                                         | 43"84   | Mohamed Elmozayen                                                                            | 44"28   | Michele Russo                                                   | 44"91   |
| 200 m SF (dettagli)   | Christos Christoforidis                                                 | 1'22"33 | Davide De Ceglie                                                                             | 1'22"98 | Stefano Figini                                                  | 1'23"03 |
| 200 m BF (dettagli)   | Andrea Pegoraro                                                         | 1'39"36 | Mohamed Elmozayen                                                                            | 1'41"31 | Mohammed Benyahia Nedjar                                        | 1'43"43 |
| 400 m SF (dettagli)   | Christos Christoforidis                                                 | 3'01"58 | Stefano Figini                                                                               | 3'04"36 | Davide De Ceglie                                                | 3'07"98 |
| Staffette             |                                                                         |         |                                                                                              |         |                                                                 |         |
| 4×100 m SF (dettagli) | Italia Giona Cristofari Stefano Figini Davide De Ceglie Cesare Fumarola | 2'25"33 | Spagna Jesus Caravaca Vilchez Javier Lopez Garcia David Asin Menes Jose Antonio Perez Romero | 2'27"34 | Francia Alexandre Noir Stanys Caron Nicola Crisante Hugo Pellet | 2'35"06 |
| 4×50 m BF (dettagli)  | Italia Davide De Ceglie Giona Cristofari Michele Russo Andrea Pegoraro  | 1'22"13 | Turchia Berker Cakar Can Serifoglu Hamit Taha Tayfur Ozcan Esen                              | 1'23"81 | Francia Nicola Crisante Hugo Pellet Stanys Caron Alexandre Noir | 1'24"16 |

### Donne
| Evento                | Oro                                                                        | Tempo   | Argento                                                           | Tempo   | Bronzo                                                                        | Tempo   |
| --------------------- | -------------------------------------------------------------------------- | ------- | ----------------------------------------------------------------- | ------- | ----------------------------------------------------------------------------- | ------- |
| Individuale           |                                                                            |         |                                                                   |         |                                                                               |         |
| 50 m AP (dettagli)    | Sofia Ktena                                                                | 16"34   | Camille Heitz                                                     | 16"96   | Erica Barbon                                                                  | 17"39   |
| 50 m BF (dettagli)    | Elisa Mammi                                                                | 23"02   | Silvia Baroncini                                                  | 23"32   | Khouloud Saadani                                                              | 23"57   |
| 100 m SF (dettagli)   | Camille Heitz                                                              | 41"18   | Katena Sofia                                                      | 41"22   | Erica Barbon                                                                  | 41"63   |
| 100 m BF (dettagli)   | Giorgia Di Credico                                                         | 51"28   | Isabbella Brambilla                                               | 51"64   | Khouloud Saadani                                                              | 52"16   |
| 200 m SF (dettagli)   | Camille Heitz                                                              | 1'31"12 | Erica Barbon                                                      | 1'34"03 | Alexandra Nisioti                                                             | 1'34"67 |
| 200 m BF (dettagli)   | Giorgia Di Credico                                                         | 1'51"34 | Isabella Brambilla                                                | 1'55"04 | Najla Mansour                                                                 | 1'55"16 |
| 400 m SF (dettagli)   | Erica Barbon                                                               | 3'27"02 | Alexandra Nisioti                                                 | 3'27"21 | Serena Monduzzi                                                               | 3'33"84 |
| Staffette             |                                                                            |         |                                                                   |         |                                                                               |         |
| 4×100 m SF (dettagli) | Italia Erica Barbon Isabella Brambilla Giorgia Di Credico Silvia Baroncini | 2'53"76 | Turchia Zuhre Isici Zeynep Ak Ecem Tekin Beste Tugcem Akgun       | 2'57"72 | Francia Oceane Hubaut Nolwenn Patrie Loren Baron Camille Heitz                | 2'57"85 |
| 4×50 m BF (dettagli)  | Italia Elisa Mammi Silvia Baroncini Giorgia Di Credico Erica Barbon        | 1'32"87 | Francia Colette Gelas Pauline Rivens Camille Heitz Nolwenn Patrie | 1'35"54 | Tunisia Najla Mansour Amira Trabelsi Meriem Ben Haj Romdhane Khouloud Saadani | 1'38"24 |